# Sylvia Will
Sylvia Will ist eine ehemalige deutsche Radrennfahrerin und nationale Meisterin im Radsport.

## Sportliche Laufbahn
Will war im Straßenradsport und im Bahnradsport in der DDR aktiv. 1972 gewann sie die nationale Meisterschaft im Sprint vor Martina Seiferth. 1973 verteidigte sie den Titel vor Uta Spott und 1974 vor Iris Wünsche. Im Zeitfahren wurde er 1970 Vize-Meisterin hinter Renate Damm. 1973 und 1974 konnte sie den Titel gewinnen. 1976 wurde sie Dritte. 1974 wurde sie DDR-Straßen-Meisterin, nachdem sie in den beiden Jahren zuvor die Silber- bzw. Bronzemedaille gewonnen hatte. Das bergreiche Eintagesrennen Rund um Gersdorf gewann sie 1974.
In der Einerverfolgung holte sie den DDR-Titel 1972 vor Martina Seiferth, 1973 und 1974 vor Elisabeth Onißeit.
Will startete für BSG Elektronik Gera.